# Liste des intercommunalités des Yvelines

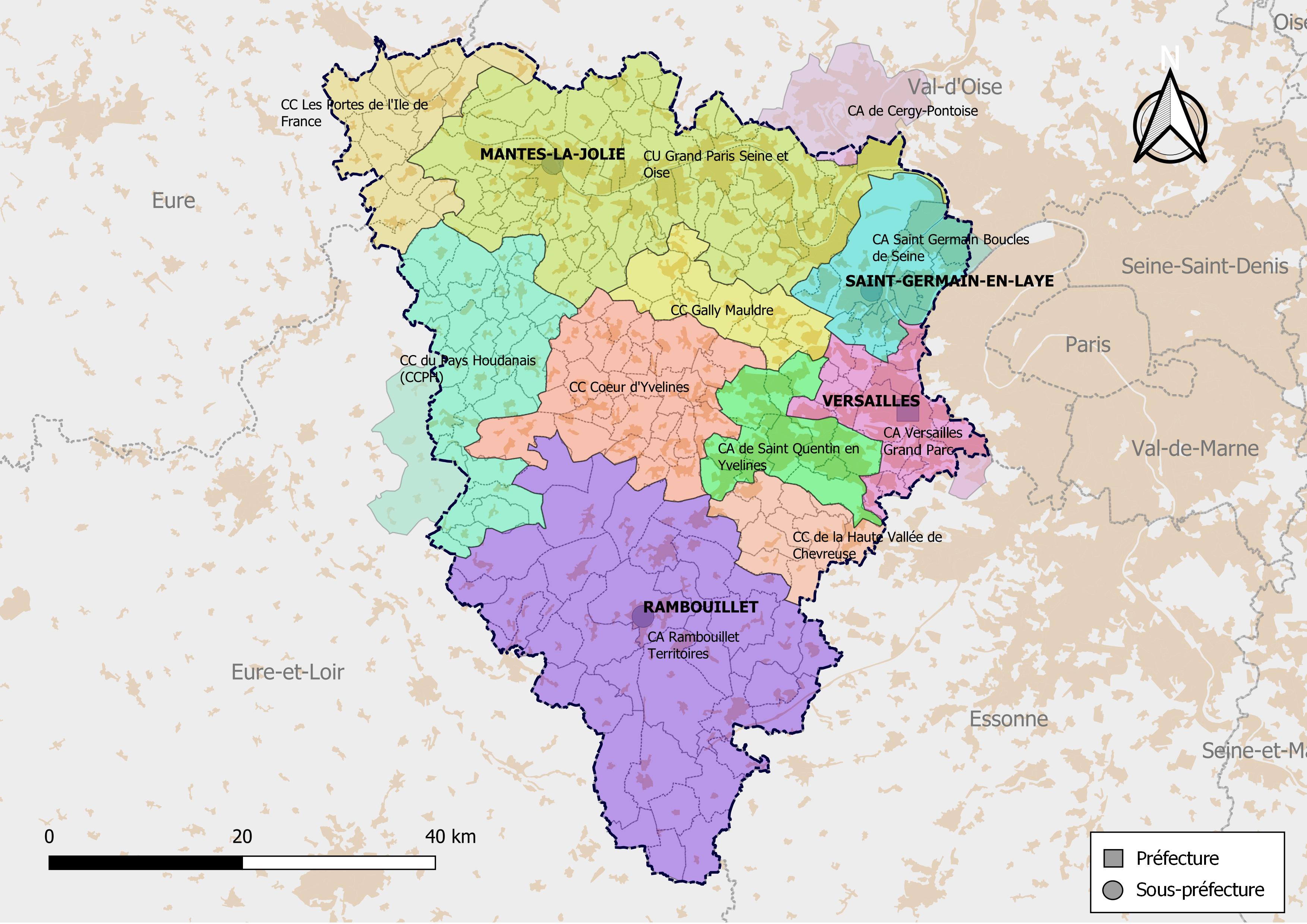
Carte des EPCI des Yvelines au 1er janvier 2019.

Le territoire du département des Yvelines est couvert dans son intégralité par des intercommunalités à fiscalité propre. En 2017, on dénombre une communauté urbaine, quatre communautés d'agglomération et cinq communautés de communes.
Le tout regroupe 261 des 262 communes du département. La dernière commune est rattachée à une intercommunalité dont le siège est hors Yvelines :
- la commune de Maurecourt est incluse dans la communauté d'agglomération de Cergy-Pontoise, située dans le Val-d'Oise.

Trois des intercommunalités des Yvelines sont interdépartementales :
- La Communauté de communes du pays Houdanais regroupe cinq communes d'Eure-et-Loir : Boutigny-Prouais, Champagne, Goussainville, Havelu et Saint-Lubin-de-la-Haye.
- La Communauté d'agglomération Versailles Grand Parc regroupe une commune de l'Essonne : Bièvres.
- La Communauté d'agglomération Saint-Germain Boucles de Seine regroupe une commune du Val-d'Oise : Bezons.

## Intercommunalités à fiscalité propre
Au 1er janvier 2018, le département des Yvelines compte 10 établissements publics de coopération intercommunale à fiscalité propre dont le siège est dans le département (une communauté urbaine, 4 communautés d'agglomération et 5 communautés de communes), dont 3 qui sont interdépartementaux. Par ailleurs une commune est groupée dans une intercommunalité dont le siège est situé hors département.
| Forme juridique                                           | Nom                                | no SIREN  | Date de création | Nombre de communes             | Population (der. pop. légale) | Superficie (km2) | Densité (hab./km2) | Siège                 | Président             |
| --------------------------------------------------------- | ---------------------------------- | --------- | ---------------- | ------------------------------ | ----------------------------- | ---------------- | ------------------ | --------------------- | --------------------- |
| Communauté urbaine                                        | Grand Paris Seine et Oise          | 200059889 | 1er janvier 2016 | 73                             | 427 896 (2021)                | 504,70           | 848                | Aubergenville         | Cécile Zammit-Popescu |
| Communauté d'agglomération                                | CA Saint Germain Boucles de Seine  | 200058519 | 1er janvier 2016 | 19 (dont 1 dans le Val-d'Oise) | 336 563 (2021)                | 139,10           | 2 420              | Le Pecq               | Pierre Fond           |
| Communauté d'agglomération                                | CA Versailles Grand Parc           | 247800584 | 8 novembre 2002  | 18 (dont 1 en Essonne)         | 267 857 (2021)                | 123,60           | 2 168              | Versailles            | François De Mazieres  |
| Communauté d'agglomération                                | CA de Saint Quentin en Yvelines    | 200058782 | 1er janvier 2016 | 12                             | 230 021 (2021)                | 119,20           | 1 930              | Trappes               | Jean-Michel Fourgous  |
| Communauté d'agglomération                                | CA Rambouillet Territoires         | 200073344 | 1er janvier 2017 | 36                             | 79 180 (2021)                 | 629,50           | 126                | Rambouillet           | Thomas Gourlan        |
| Communauté de communes                                    | CC Cœur d'Yvelines                 | 247800618 | 8 novembre 2004  | 31                             | 50 977 (2021)                 | 228,20           | 223                | Saulx-Marchais        | Hervé Planchenault    |
| Communauté de communes                                    | CC du Pays Houdanais               | 247800550 | 30 décembre 1997 | 36 (dont 4 en Eure-et-Loir)    | 29 988 (2021)                 | 291,0            | 103                | Houdan                | Jean-Marie Tétart     |
| Communauté de communes                                    | CC de la Haute Vallée de Chevreuse | 200033173 | 10 juillet 2012  | 10                             | 25 029 (2021)                 | 83,70            | 299                | Dampierre-en-Yvelines | Anne Grignon          |
| Communauté de communes                                    | CC Les Portes de l'Ile de France   | 200071074 | 1er janvier 2017 | 18                             | 22 945 (2021)                 | 144,30           | 159                | Freneuse              | Alain Pezzali         |
| Communauté de communes                                    | CC Gally Mauldre                   | 200034130 | 1er janvier 2013 | 11                             | 22 336 (2021)                 | 94,90            | 236                | Maule                 | Patrick Loisel        |
| Intercommunalité dont le siège est situé hors département |                                    |           |                  |                                |                               |                  |                    |                       |                       |
| Communauté d'agglomération                                | CA de Cergy-Pontoise               | 249500109 | 6 juillet 1984   | 13 (dont 1 dans les Yvelines)  | 214 428 (2021)                | 84,20            | 2 548              | Cergy (Val-d'Oise)    | Jean-Paul Jeandon     |

## Histoire

### Le SDCI de 2011
Dans le cadre de la réforme des collectivités territoriales françaises, la loi de réforme des collectivités territoriales du 16 décembre 2010 (dite loi RCT) a prévu l’élaboration d’un schéma départemental de coopération intercommunale (SDCI), de valeur prescriptive, destiné à permettre l'intégration de la totalité des communes dans un EPCI à fiscalité propre, la suppression des enclaves et discontinuités territoriales et les modalités de rationalisation des périmètres des établissements publics de coopération intercommunale et des syndicats mixtes existants.
Le préfet des Yvelines a arrêté le 19 décembre 2011 le SDCI, après avis favorable de la commission départementale de coopération intercommunale des Yvelines réunie le 8 décembre 2011.
Il s'agissait de :
- l'intégration de Port-Villez au sein de la communauté de communes des Portes de l’Île-de-France ;
- l''intégration à la communauté d'agglomération de Mantes-en-Yvelines (CAMY) de Mézières-sur-Seine, Épône, La Falaise, Jumeauville, Goussonville, Boinville-en-Mantois, Vert, Soindres, Favrieux, Flacourt, Le Tertre-Saint-Denis, Fontenay-Mauvoisin, Jouy-Mauvoisin, Perdreauville, Fontenay-Saint-Père , Gargenville ;
- la réunion au sein d'une nouvelle communauté de communes de Limay, Issou et Guitrancourt , qui a abouti à la création de la communauté de communes des Coteaux du Vexin le 1er janvier 2013 ;
- la transformation en communauté d'agglomération de la communauté de communes des Coteaux du Vexin avec intégration des Mureaux, d'Ecquevilly, Évecquemont, Hardricourt, Montalet-le-Bois, Lainville et Gaillon-sur-Montcient, formant le 1er janvier 2014 la communauté d'agglomération Seine et Vexin ;
- I'intégration à la communauté d'agglomération des Deux Rives de Seine des communes de Morainvilliers, Orgeval, Vernouillet, Medan, Villennes-sur-Seine et Les Alluets-le-Roi ;
- la création d'une communauté de Communes Seine et Forêts regroupant Achères, Conflans-Sainte-Honorine, Saint-Germain-en-Laye, Poissy, Aigremont, Chambourcy, Louveciennes, Le Pecq, Mareil-Marly, Fourqueux, L'Étang-la-Ville, Marly-le-Roi, et Port-Marly, qui a partiellement formé la communauté d'agglomération Saint-Germain Seine et Forêts le 1er janvier 2014.
- la création de la communauté de communes Maisons-Mesnil, regroupant Le Mesnil-le-Roi et Maisons-Laffitte ;
- l'extension de la communauté d'agglomération Versailles Grand Parc à Vélizy-Villacoublay, Le Chesnay, Châteaufort, La Celle-Saint-Cloud et Bougival ;
- la création de la Communauté de communes Gally-Mauldre regroupant Andelu, Maule, Bazemont, Herbeville, Mareil-sur-Mauldre, Montainville, Crespières, Davron, Feucherolles, Saint-Nom-la-Bretèche et Chavenay
- la constitution d'une communauté de communes de Plaisir, Les Clayes-sous-Bois et Villepreux, qui a abouti le 1er janvier 2014 à la création de la Communauté de communes de l'Ouest Parisien ;
- la constitution de la communauté de communes Maurepas-Coignières, regroupant ces deux communes. La création est intervenue le 1er janvier 2013.
- la constitution de la Communauté de communes Haute Vallée de Chevreuse regroupant Lévis-Saint-Nom, Le Mesnil-Saint-Denis, Saint-Lamber, Saint-Forget, Dampierre-en-Yvelines, Senlisse, Choisel, Chevreuse, Milon-la-Chapelle et Saint-Rémy-lès-Chevreuse. Cette création est intervenue le 1er janvier 2014.
- le regroupement de la Communauté de communes des plaines et forêts d'Yveline et de la communauté de communes des Étangs, avec intégration de Gambaiseuil, qui a abouti à la création de Rambouillet Territoires Communauté d’Agglomération le 1er janvier 2015 ;
- l'extension de la communauté de communes Cœur d'Yvelines à Marcq, Goupillières, Flexanville, Behoust, Millemont, Thoiry, Villiers-le-Mahieu, Garancières, La Queue-lez-Yvelines, Grosrouvre, Autouillet, Boissy-sans-Avoir, Galluis, Auteuil, Vicq, Méré, Montfort-l'Amaury, Neauphle-le-Vieux, Mareil-le-Guyon, Bazoches, Les Mesnuls, Le Tremblay-sur-Mauldre, Saint-Rémy-l'Honoré ;
- l'extension de la communauté de communes du pays Houdanais à La Hauteville, Gambais, Villette et Rosay.

### Le SRCI de 2015
La loi MAPAM du 27 janvier 2014 poursuit un double objectif en Île-de-France :
- la rationalisation de la carte intercommunale des établissements publics de coopération intercommunale (EPCI) à fiscalité propre rationalisée dans l’ensemble de la grande couronne, 

- la création d'EPCI à fiscalité propre dont le siège se situe dans l’unité urbaine de Paris qui aient au moins 200 000 habitants, capables de peser dans les échanges avec la métropole du Grand Paris créée le 1er janvier 2016 et ses établissements publics territoriaux (EPT), qui regroupent, eux, au moins 300 000 habitants.
Dans ce cadre le préfet de Région a adopté le 4 mars 2015, sur proposition de la commission régionale de la coopération intercommunale (SRCI), le schéma départemental de coopération intercommunale, destiné à être mis en œuvre le 1er janvier 2016.
Pour les quatre départements de grande couronne concernés, le SRCI prévoit le regroupement des intercommunalités existantes ayant leur siège au sein de l’unité urbaine de Paris, en 16 EPCI à fiscalité propre ayant une taille moyenne de 240 000 habitants (contre 95 000 habitants antérieurement).
Dans le secteur Seine-Aval, le SRCI prévoyait la fusion de :

- la communauté d'agglomération de Mantes-en-Yvelines (CAMY) (35 communes, 116 487 h.) 

- la communauté de communes des Coteaux du Vexin (CCCV) (3 communes, 21 482 h) ;

- la communauté de communes Seine-Mauldre (CCSM) (3 communes, 14 009 h) ;

- la communauté d'agglomération Seine et Vexin (SVCA) (17 communes, 67 839 h) ;

- la Communauté d'agglomération des Deux Rives de Seine (CA2RS) (12 communes, 92 128 h) ;

- la communauté d'agglomération Poissy-Achères-Conflans (CAPAC) (3 communes, 93 323 h) ;

qui a abouti à la création, le 1er janvier 2016, de la Communauté urbaine Grand Paris Seine et Oise (GP S&O).
Dans les boucles de Seine, il s'agissait de la fusion de : 

- la communauté d'agglomération de la Boucle de la Seine (CABS) (7 communes, 173 645 h) ;

- la communauté d'agglomération Saint-Germain Seine et Forêts (CASGSF) (10 communes, 107 477 h) ;

- la communauté de communes Maisons-Mesnil (CCMM) (2 communes, 30 170 h) ;

- ainsi que de la commune de Bezons (28 423 h), devenue isolée à la suite de la scission de la Communauté d'agglomération Argenteuil-Bezons :

qui a abouti à la création, le 1er janvier 2016, de la communauté d'agglomération Saint-Germain Boucles de Seine
Pour le secteur de l'OIN Paris-Saclay, le SRCI prévoyait : 

- d'agrandir le territoire de la Communauté d'Agglomération de Saint-Quentin en Yvelines (CASQY) (146 971 h) en y intégrant la Communauté de communes de l'Ouest Parisien (CCOP) (59 733 h) ainsi que les communes de Maurepas (19 260 h) et Coignières (4417 h) – antérieurement membres de la communauté de communes des Étangs – pour atteindre 230 381 h ;

- La Communauté d'agglomération Versailles Grand Parc (CAVGP) (246 992 h), bien que dépassant le seuil de 200 000 habitants, étendue à Vélizy-Villacoublay, celle-ci ne souhaitant pas être intégrée à la métropole du Grand Paris, atteignant alors 268 364 habitants.

### Le SDCI de 2015-2016
La structure intercommunale du département est à nouveau modifiée le 1er janvier 2017. En effet, dans le cadre des dispositions de la loi portant nouvelle organisation territoriale de la République (Loi NOTRe) du 7 août 2015, qui prévoit que les établissements publics de coopération intercommunale (EPCI) à fiscalité propre doivent avoir un minimum de 15 000 habitants, le préfet des Yvelines publié, après avis de la CDCI, un nouveau schéma départemental de coopération intercommunale par arrêté du 29 mars 2016, qui ne concerne que les territoires situés hors de l’unité urbaine de Paris.
Le SDCI de 2015-2016 prévoit : 

- la fusion de la communauté de communes des Portes de l’Île-de-France et de la communauté de communes du plateau de Lommoye ;

- la fusion de Rambouillet Territoires Communauté d’Agglomération, de la communauté de communes Contrée d'Ablis-Porte des Yvelines et de la Communauté de communes des Étangs, qui a formé le 1er janvier 2017 Rambouillet Territoires.

Il prévoit également la dissolution ou la fusion de divers syndicats intercommunaux.

## Anciennes intercommunalités
Classement selon les années de suppression :

### 2014
- Communauté de communes des Coteaux de Seine
- Communauté de communes Vexin-Seine
- Communauté de communes Maurepas-Coignières

### 2015
- Communauté de communes Plaines et Forêts d'Yveline

### 2016
- Communauté d'agglomération de Mantes-en-Yvelines
- Communauté d'agglomération des Deux Rives de Seine
- Communauté d'agglomération Seine & Vexin
- Communauté d'agglomération Poissy-Achères-Conflans
- Communauté d'agglomération Saint-Germain Seine et Forêts
- Communauté d'agglomération de la Boucle de la Seine
- Communauté de communes Seine-Mauldre
- Communauté de communes Maisons-Mesnil
- Communauté de communes de l'Ouest Parisien
- Communauté de communes du plateau de Lommoye

### 2017
- Communauté de communes Contrée d'Ablis-Porte des Yvelines
- Communauté de communes des Étangs